# 中町こみせ通り
中町こみせ通り（なかまちこみせどおり）は、青森県黒石市に江戸時代前期から続くアーケード状の通路で、まとまった形で残されているのは、全国的にも類例がないといわれている。

## 概要
行政上の路線名は、黒石市道前町野添線（くろいししどう まえまちのぞえせん）といい、「小見世（こみせ）」と呼ばれる道路側に並ぶ木柱の上に、冬の積雪や夏の陽射しを遮る板張り天井のひさし状の屋根がかかっている通りである。黒石津軽家の江戸時代からの昔ながらの風情が保たれているアーケード状の通路空間は、通りに軒を連ねていた旅篭や呉服屋、商家にとってはなくてはならないものであった。国の重要文化財高橋家住宅、造り酒屋、蔵などが並ぶ。2005年（平成17年）に、国の重要伝統的建造物群保存地区に選定され、黒石市大字前町から大字寿町の0.6キロメートル (km) 区間が、1987年（昭和62年）8月10日に、旧建設省と「道の日」実行委員会により制定された「日本の道100選」に選ばれている。近隣の中町かぐじ広場には黒石ゆかりの四大作曲家歌碑顕彰碑がある。
黒石は、津軽地方を統一した津軽為信の孫にあたる津軽信英が、藩政時代の1656年（明暦2年）に弘前藩の支藩として黒石領主となり、陣屋を中心に栄えた城下町で、中町は黒石陣屋の東北に位置する。当時の町並みや文化財が随所に残されており、特にこみせを主体とした中町の町並みは、日本全国の中でも類を見ない伝統建築物群である。
南に前町、北に浜町が続くこの道は、「浜街道」とよばれる弘前から青森方面に通じる街道筋に位置し、明治初期まで北海道へ向かう旅人の旅路でもあった。黒石で宿泊することが普通であった旅程であったことから、中町は造り酒屋、呉服屋、米屋などが軒を並べ、前町、横町などの商人町とともに黒石城下の中核を成していた。
「こみせ」は、町屋と商家の軒の外側に、冬の吹雪や夏の日照りから歩行者を守るように軒のようにつくられた屋根で、藩政時代に考えられた木造のアーケードと言えるものである。敷地は私有地で、屋根は本屋とは別になって両隣と連続しており、それぞれの所有者によって管理されている。現在は、単なる通路となっているが、以前は大通りに面した柱と柱の間に摺り上げ戸をはめ込んで、厳しい自然環境から通行人を守っていた。「こみせ」が史料に残されている最も古い記録は、1787年（天明7年）のことで、明治から大正時代にかけて前町から中町、浜町のはずれまで続いていたが、現在一つの町内にまとまって存在するのは中町だけとなっている。

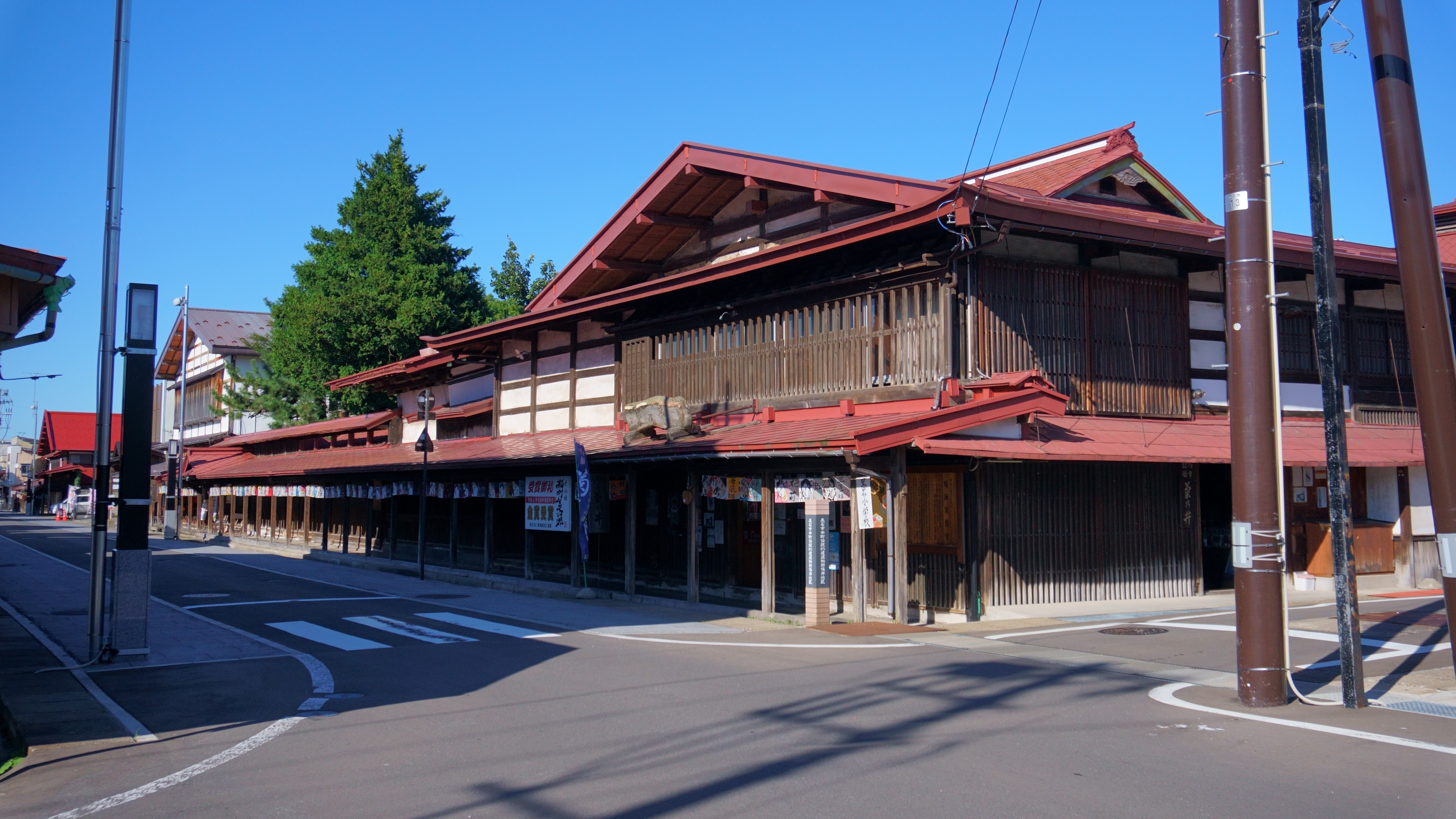
鳴海醸造店前にて
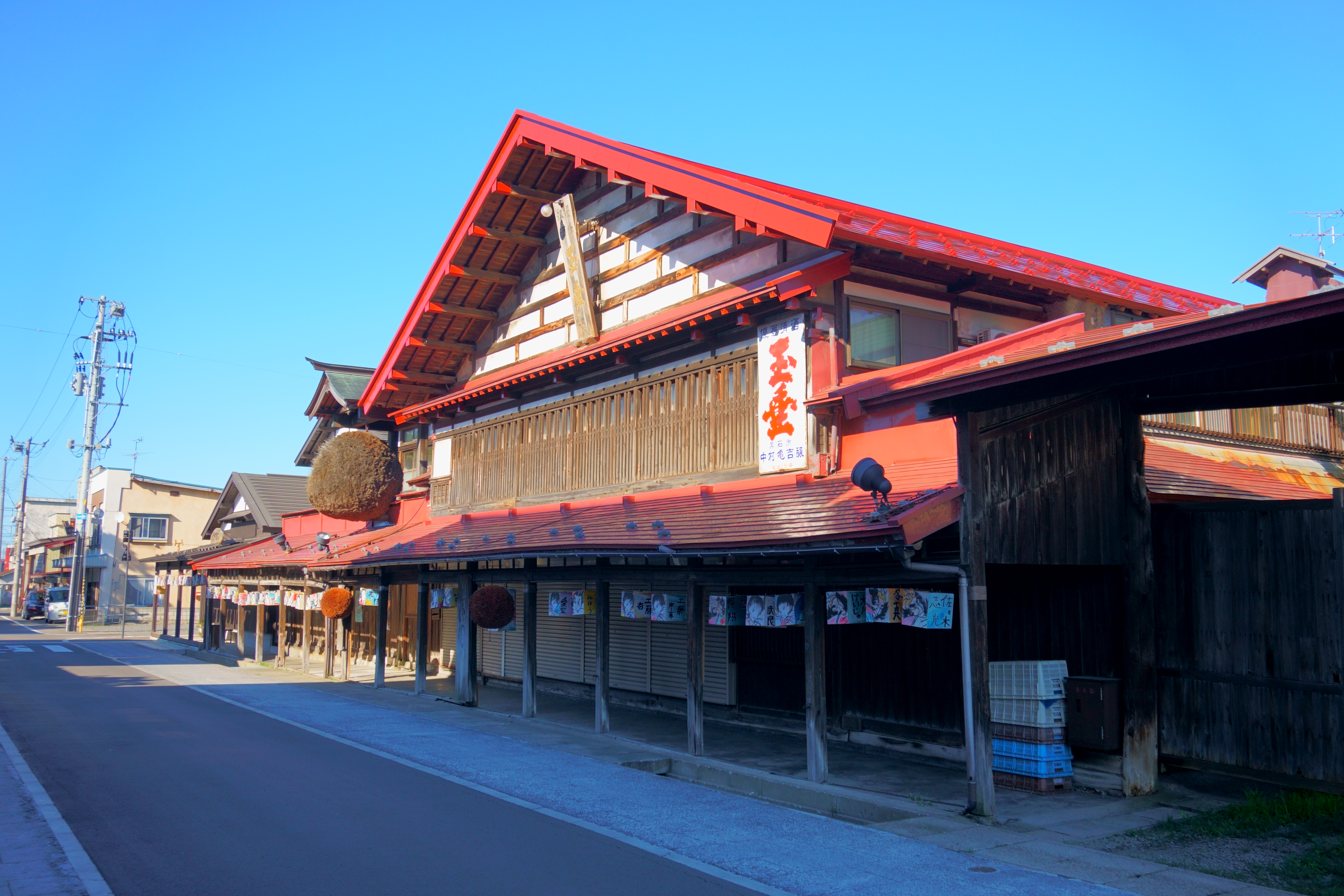
中村亀吉酒造前にて

## 所在地
- 〒036-0377 青森県黒石市大字中町（界隈）

## アクセス
- 弘南鉄道弘南線黒石駅から徒歩10～15分